# Topola (województwo dolnośląskie)
Topola ( tuż po wojnie Rychnów, niem. Reichenau) – wieś w Polsce położona w województwie dolnośląskim, w powiecie ząbkowickim, w gminie Kamieniec Ząbkowicki.
W latach 1975–1998 miejscowość położona była w województwie wałbrzyskim.

## Historia
Topola jest starą osadą powstałą w 2. poł. XIII w., związaną od początku z dobrami w Byczeniu. Początkowo była własnością rycerską a od 1353 r. stała się własnością klasztoru cystersów w Kamieńcu Ząbkowickim. Kościół parafialny wzmiankowany jest już w 1317 r. Obecny barokowy powstał w tym miejscu w latach 1754–1757 i jest fundacją opata Tobiasza Stusche, pochodzącego z tej wsi. Podczas wojny trzydziestoletniej miejscowość została doszczętnie zniszczona, a jej mieszkańcy opuścili wieś na 4 lata. Do 1810 r. była wsią klasztorną.
Do wojewódzkiego rejestru zabytków wpisany jest kościół parafialny pw. św. Bartłomieja, z lat 1754-1757.

## Bartniki
W obszarze miejscowości jest mała osada Bartniki. Jest położona przy trasie Kamieniec Ząbkowicki-Paczków, składa się z 3 domostw. W pobliżu znajduje się kilka stawów, pozostałości po eksploatacji żwirów czwartorzędowych. Przy stawach znajduje się pole namiotowe i kemping.

## Osoby związane ze wsią
28 stycznia 1690 roku we wsi urodził się Friedrich Bernhard Werner, znany śląski rysownik.